# Каттер, Джоффри
Джоффри Майкл Каттер (англ. Geoffrey Michael Cutter, 1 октября 1934, Ньюпорт, Монмутшир, Уэльс, Великобритания) — британский хоккеист (хоккей на траве), нападающий.

## Биография
Джоффри Каттер родился 1 октября 1934 года в британском городе Ньюпорт в Уэльсе.
Играл в хоккей на траве за армейскую команду.
В 1956 году вошёл в состав сборной Великобритании по хоккею на траве на Олимпийских играх в Мельбурне, занявшей 4-е место. Играл на позиции нападающего, провёл 1 матч, мячей не забивал.
В 1964 году вошёл в состав сборной Великобритании по хоккею на траве на Олимпийских играх в Токио, поделившей 9-10-е места. Играл на позиции нападающего, провёл 3 матча, забил 1 мяч в ворота сборной Японии.